# Championnat de Géorgie de football 1992-1993
Navigation
Saison précédente Saison suivante
La saison 1992-1993 du Championnat de Géorgie de football est la 4e édition de la première division géorgienne. Le championnat, appelé Umaglesi Liga, regroupe les 17 meilleurs clubs géorgiens au sein d'une poule unique qui s'affrontent en matchs aller et retour. Initialement prévue pour se disputer avec 20 équipes, cette édition a vu le forfait avant son démarrage de trois clubs : Kolkheti Khobi, Amirani Ochamchira et Mziuri Gali. En fin de saison, lil n'y a pas de relégation et les 3 meilleurs clubs de D2 sont promus parmi l'élite.
Le club du FC Dinamo Tbilissi, triple tenant du titre, remporte à nouveau le championnat, avec treize points d'avance sur le Shevardeni-1906 Tbilissi et 14 sur le club d'Alazani Gurjaani. Le Dinamo réussit le doublé avec sa victoire en Coupe de Géorgie, battant en finale le FC Batoumi. 

## Les 17 clubs participants
| - FC Dinamo Tbilissi - Guria Lanchkhuti - Metalurg Rustavi - Kolkheti 1913 Poti - Torpedo Koutaïssi - FC Batoumi - Tskhumi Sukhumi - Odishi Zugdidi - Iberia Khashuri - Promu de Pirveli Liga | - Dila Gori - Lokomotiv Samtredia - Samgurali Tskhaltubo - Mretebi Tbilisi - Shevardeni-1906 Tbilissi - Kakheti Telavi - Promu de Pirveli Liga - Margveti Zestaponi - Alazani Gurjaani |

## Compétition
Le barème de points servant à établir le classement se décompose ainsi :
- Victoire : 3 points
- Match nul : 1 point
- Défaite : 0 point

### Classement
| Rang | Équipe                     | Pts | J  | G  | N | P  | Bp | Bc | Diff |
| ---- | -------------------------- | --- | -- | -- | - | -- | -- | -- | ---- |
| 1    | FC Dinamo Tbilissi (T) (C) | 77  | 32 | 25 | 2 | 5  | 92 | 35 | +57  |
| 2    | Shevardeni-1906 Tbilisi    | 64  | 32 | 20 | 4 | 8  | 66 | 39 | +27  |
| 3    | Alazani Gurjaani           | 63  | 32 | 20 | 3 | 9  | 70 | 47 | +23  |
| 4    | Samgurali Tskhaltubo       | 58  | 32 | 18 | 4 | 10 | 73 | 51 | +22  |
| 5    | Torpedo Koutaïssi          | 52  | 32 | 16 | 4 | 12 | 66 | 53 | +13  |
| 6    | Margveti Zestaponi         | 50  | 32 | 15 | 5 | 12 | 49 | 54 | -5   |
| 7    | Metalurg Rustavi           | 49  | 32 | 14 | 7 | 11 | 73 | 69 | +4   |
| 8    | Kakheti Telavi (P)         | 45  | 32 | 14 | 3 | 15 | 50 | 59 | -9   |
| 9    | Kolkheti 1913 Poti         | 42  | 32 | 12 | 6 | 14 | 47 | 45 | +2   |
| 10   | Lokomotivi Samtredia       | 40  | 32 | 12 | 4 | 16 | 33 | 49 | -16  |
| 11   | FC Batoumi                 | 39  | 32 | 11 | 6 | 15 | 56 | 56 | 0    |
| 12   | Guria Lanchkhuti           | 38  | 32 | 12 | 2 | 18 | 37 | 57 | -20  |
| 13   | Dila Gori                  | 38  | 32 | 11 | 5 | 16 | 39 | 49 | -10  |
| 14   | Odishi Zugdidi             | 36  | 32 | 11 | 3 | 18 | 52 | 64 | -12  |
| 15   | Iveria Khashuri (P)        | 34  | 32 | 10 | 4 | 18 | 38 | 63 | -25  |
| 16   | Mretebi Tbilissi           | 33  | 32 | 10 | 3 | 19 | 38 | 64 | -26  |
| 17   | Tskhumi Sukhumi            | 25  | 32 | 8  | 1 | 23 | 59 | 84 | -25  |

|  | Qualification pour la Ligue des champions 1993-1994                                      |
|  | (T) : Tenant du titre (C) : Vainqueur de la Coupe de Géorgie (P) : Promu de Pirveli Liga |

## Bilan de la saison
| Championnat de Géorgie de football 1992-1993 |                               |
| Champion                                     | FC Dinamo Tbilissi (4e titre) |
| Coupes et trophées                           |                               |
| Vainqueur de la Coupe de Géorgie 1992-1993   | FC Dinamo Tbilissi            |
| Qualifications continentales                 |                               |
| Ligue des champions 1993-1994                | FC Dinamo Tbilissi            |
| Promotions et relégations                    |                               |
| Promus en Umaglesi Liga                      | Shukura Kobuleti              |
| Promus en Umaglesi Liga                      | Magaroeli Chiatura            |
| Promus en Umaglesi Liga                      | Sapovnela Terdzhola           |
| Relégués en Pirveli Liga                     | Aucun                         |